# 陳福田 (教授)
陳福田（英語：Fook-Tan Chen，1897年—1956年），中國外國語言學家、西洋小說史專家。

## 生平
1897年出生於夏威夷，哈佛大學教育學碩士。曾任美国檀香山明伦学校教师，美国波士顿中华青年会干事。1923年起執教於清華大學。曾任清華大學外國語言文學系主任、西南聯合大學外文系主任。1948年离开中国移居夏威夷。錢鍾書曾說：“西南聯大的外文系根本不行；葉公超太懶，吳宓太笨，陳福田太俗。”

## 著作
- 《西南联大英文课》，中译出版社，2017年3月，ISBN 9787500150077